# الدوري الأمريكي لكرة السلة للمحترفين 2022–23
موسم 2022-23 من الدوري الأمريكي للمحترفين (NBA) كان الموسم السابع والسبعين في تاريخ الرابطة الوطنية لكرة السلة. انطلق الموسم العادي في 18 أكتوبر 2022، وانتهى في 9 أبريل 2023. شهد الموسم إقامة مباراة NBA All-Star لعام 2023 بتاريخ 19 فبراير 2023 في صالة Vivint Arena بمدينة سولت ليك سيتي.
أُقيمت بطولة اللعب بين الفرق المؤهلة من 11 إلى 14 أبريل 2023، وتبعتها تصفيات الدوري الأمريكي للمحترفين لعام 2023 التي بدأت في 15 أبريل. اختُتم الموسم في 12 يونيو 2023 بتتويج دنفر ناغتس ببطولة الدوري بعد فوزهم على ميامي هيت في سلسلة النهائيات بنتيجة 4-1.